# Atom Ant: Up and Atom
Atom Ant: Up and Atom, es un videojuego que fue lanzado en Commodore 64, ZX Spectrum y Amstrad CPC en 1990. El juego está basado en los dibujos animados de La Hormiga Atómica creados por Hanna-Barbera.
- Datos: Q16534121